# Powiat wilejski

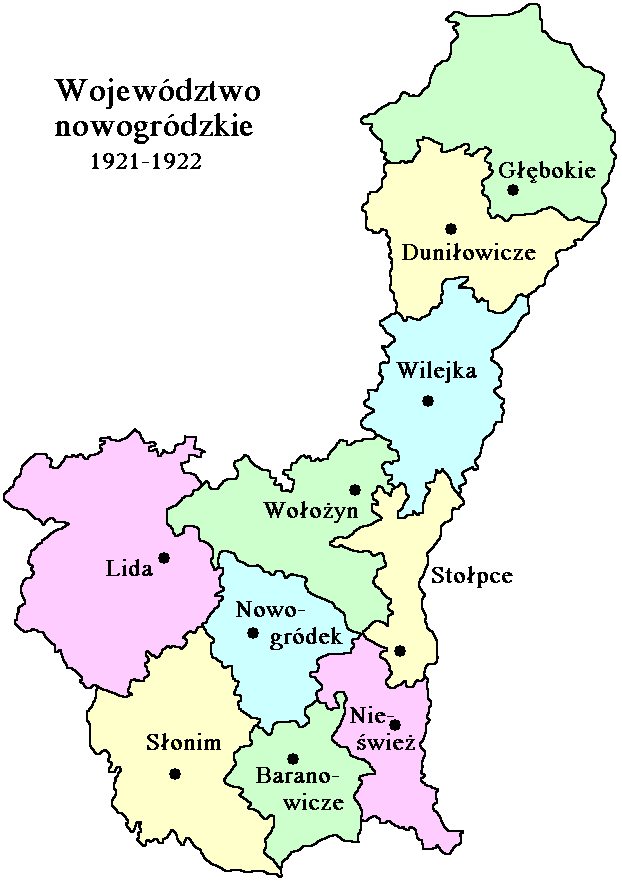
Powiat w woj. nowogródzkim przed przyłączeniem Litwy Środkowej do Polski

Powiat wilejski – powiat w województwie wileńskim II Rzeczypospolitej. Jego siedzibą było miasto Wilejka. 7 listopada 1920 r. pod Zarządem Terenów Przyfrontowych i Etapowych z powiatu wyłączono gminy: Łuczaj, Norzyca, Porpliszcze, Parafianowo, Wołkołata, Duniłowicze, Mańkowicze, Miadzioł, Zaśno i Budsław do nowo utworzonego powiatu duniłowickiego. W skład powiatu wchodziło 13 gmin, 1 miasto i 10 miasteczek. Początkowo powiat znajdował się w województwie nowogródzkim, 13 kwietnia 1922 r. został przyłączony do Ziemi Wileńskiej przemianowanej 20 stycznia 1926 r. na województwo wileńskie.
Wcześniej powiat guberni wileńskiej, utworzony w 1795. Częściowo pokrywa się z dzisiejszym rejonem wilejskim na Białorusi.

## Demografia
Według tezy Alfonsa Krysińskiego i Wiktora Ormickiego, terytorium powiatu wchodziło w skład tzw. zwartego obszaru białorusko-polskiego, to znaczy prawosławna ludność białoruska zamieszkiwała jedynie tereny wiejskie, zaś w większych miejscowościach dominowali Polacy.
W grudniu 1919 roku powiat wilejski okręgu wileńskiego ZCZW zamieszkiwały 213 424 osoby. Na jego terytorium znajdowało się 2161 miejscowości, z których 5 miało 1–5 tys. mieszkańców, a jedna ponad 5 tys. mieszkańców. Była nią Wilejka z 5893 mieszkańcami.

## Oświata
W powiecie wilejskim okręgu wileńskiego ZCZW w roku szkolnym 1919/1920 działały 92 szkoły powszechne, 1 szkoła średnia i 1 kurs. Ogółem uczyło się w nich 5187 dzieci i pracowało 128 nauczycieli.

### Gminy
- Wilejka (miejska)
- Budsław (wiejska)[7]
- Chocieńczyce (wiejska)
- Dołhinów (wiejska)
- Ilia (wiejska)
- Kłowicze (wiejska)
- Kościeniewicze (wiejska, siedziba Kościeniewicze Wilejskie)
- Krzywicze (wiejska)
- Kurzeniec (wiejska)
- Wiazyń (wiejska)
- Wiszniew (wiejska, siedziba Wiszniew Świrski)[8]
- Wojstom (wiejska)[8]
- Żodziszki (wiejska)[8]
- Mołodeczno[9]
- Krasne[9]
- Radoszkowicze[9]
- Lebiedziew[9]
- Gródek[9]

### Miasta
- Wilejka

### Miasteczka
- Budsław
- Dołhinów
- Ilia
- Kościeniewicze
- Krzywicze
- Kurzeniec
- Wiazyń
- Wiszniew Świrski
- Wojstom
- Żodziszki